# Ammothella fistella
Ammothella fistella là một loài nhện biển trong họ Ammotheidae. Loài này thuộc chi Ammothella. Ammothella fistella được miêu tả khoa học năm 2003 bởi Lee & Arango.